# درس‌های پنگوئن
درس‌های پنگوئن (به انگلیسی: The Penguin Lessons) یک فیلم کمدی درام محصول سال ۲۰۲۴ به کارگردانی پیتر کاتانیو است. این فیلم که توسط جف پوپ از خاطرات تام میشل در سال ۲۰۱۶ اقتباس شده است، استیو کوگان را در نقش میشل، یک معلم بریتانیایی که در سال ۱۹۷۶ در آرژانتین کار می‌کند، بازی می‌کند و با نجات یک پنگوئن یتیم از ساحل، متوجه می‌شود که زندگی‌اش دگرگون شده است.
این فیلم در سال ۲۰۲۳ در اسپانیا فیلمبرداری شد. این فیلم برای اولین بار در جشنواره بین‌المللی فیلم تورنتو ۲۰۲۴ به عنوان یک نمایش گالا به نمایش درآمد و در ۲۸ مارس ۲۰۲۵ توسط سونی پیکچرز کلاسیکس در ایالات متحده منتشر شد. همچنین در ۱۸ آوریل ۲۰۲۵ توسط (لاینزگیت انگلستان) در بریتانیا و ایرلند منتشر شد.

## بازخوردها
- در وب‌سایت جمع‌آوری نقد راتن تومیتوز دارای ۸۱ درصد تائیدیه از رای ۶۲ نقد منتقد، با میانگین امتیاز ۶٫۷ از ۱۰ مثبت است.[۵]
- در متاکریتیک که از میانگین وزنی استفاده می‌کند، بر اساس رای ۱۶ نقد منتقد، امتیاز ۵۶ از ۱۰۰ را به فیلم اختصاص داد که نشان‌دهنده نقدهای «مختلط یا متوسط» است.[۶]